# Mlýnský rybník (Sluštice)
Mlýnský rybník se nachází ve východní části obce Sluštice v okrese Praha-východ, při silnici II/101 na potoce Výmola. Má obdélný tvar a je orientován svými kratšími stranami ve směru východ-západ. Na jeho hrázi, která je na západě prochází silnice II/101 a pokračuje i po jeho severním okraji. Po dalších stranách vede cesta. Východní stranu tvoří hráz rybníka Proutnice, se kterou býval Mlýnský rybník v 19. století propojen. Voda do něj přitéká potokem Výmola v jeho jihovýchodním cípu a odtéká přepadem v severozápadním rohu. Rybník se objevuje na mapě již v roce 1841.

## Galerie

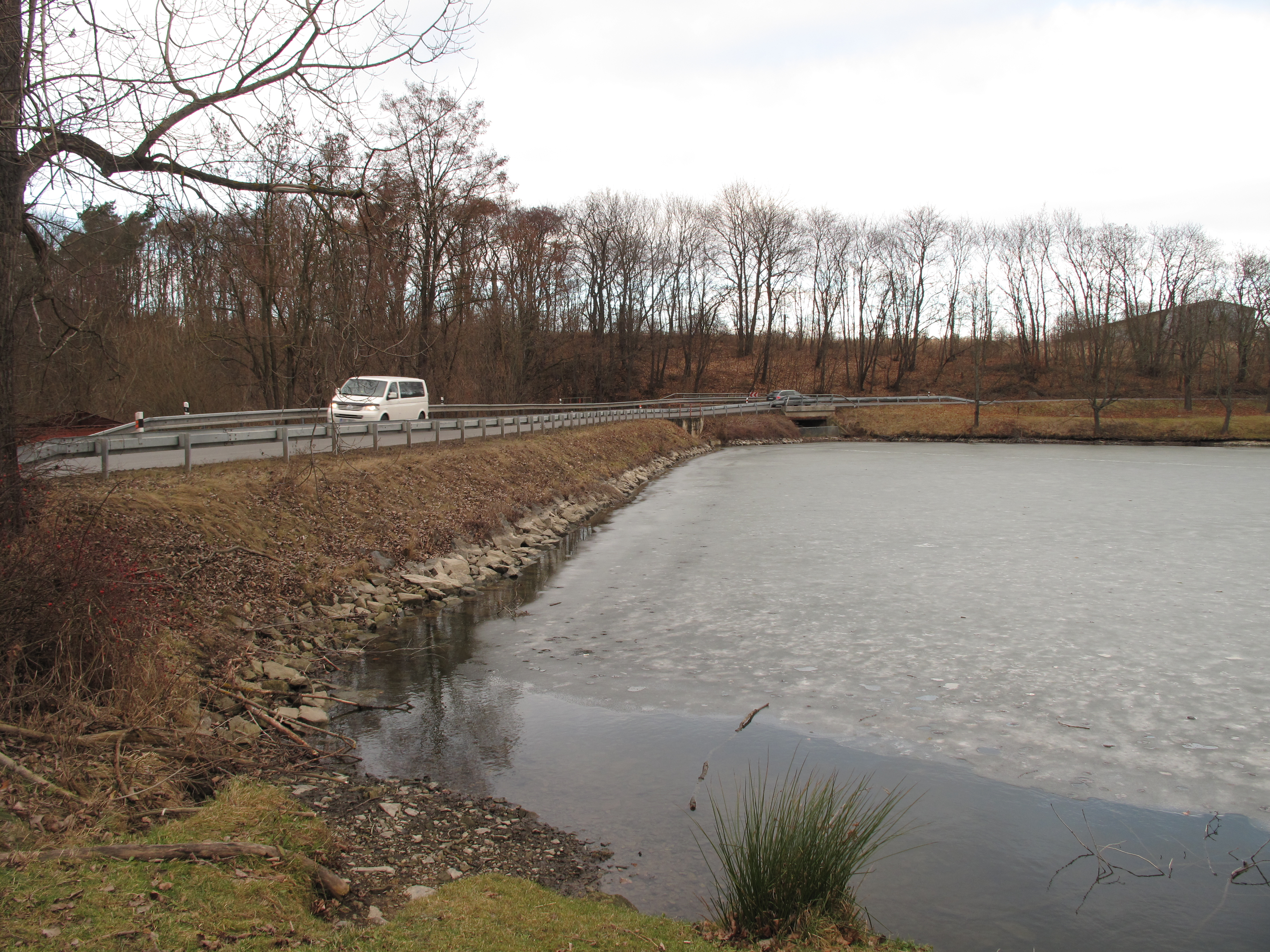
Pohled na hráz (leden 2022)
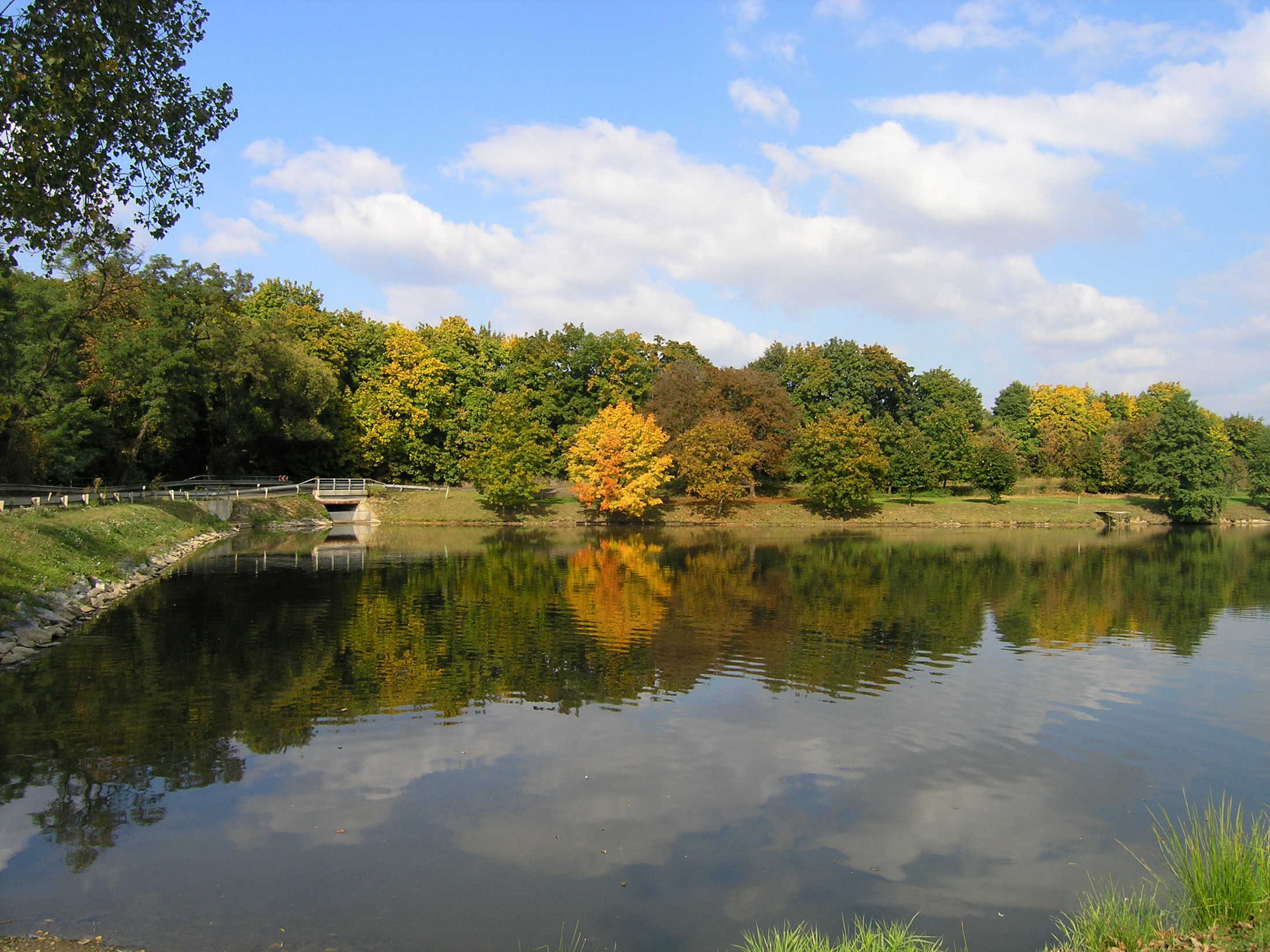
Podobný pohled (září 2008)
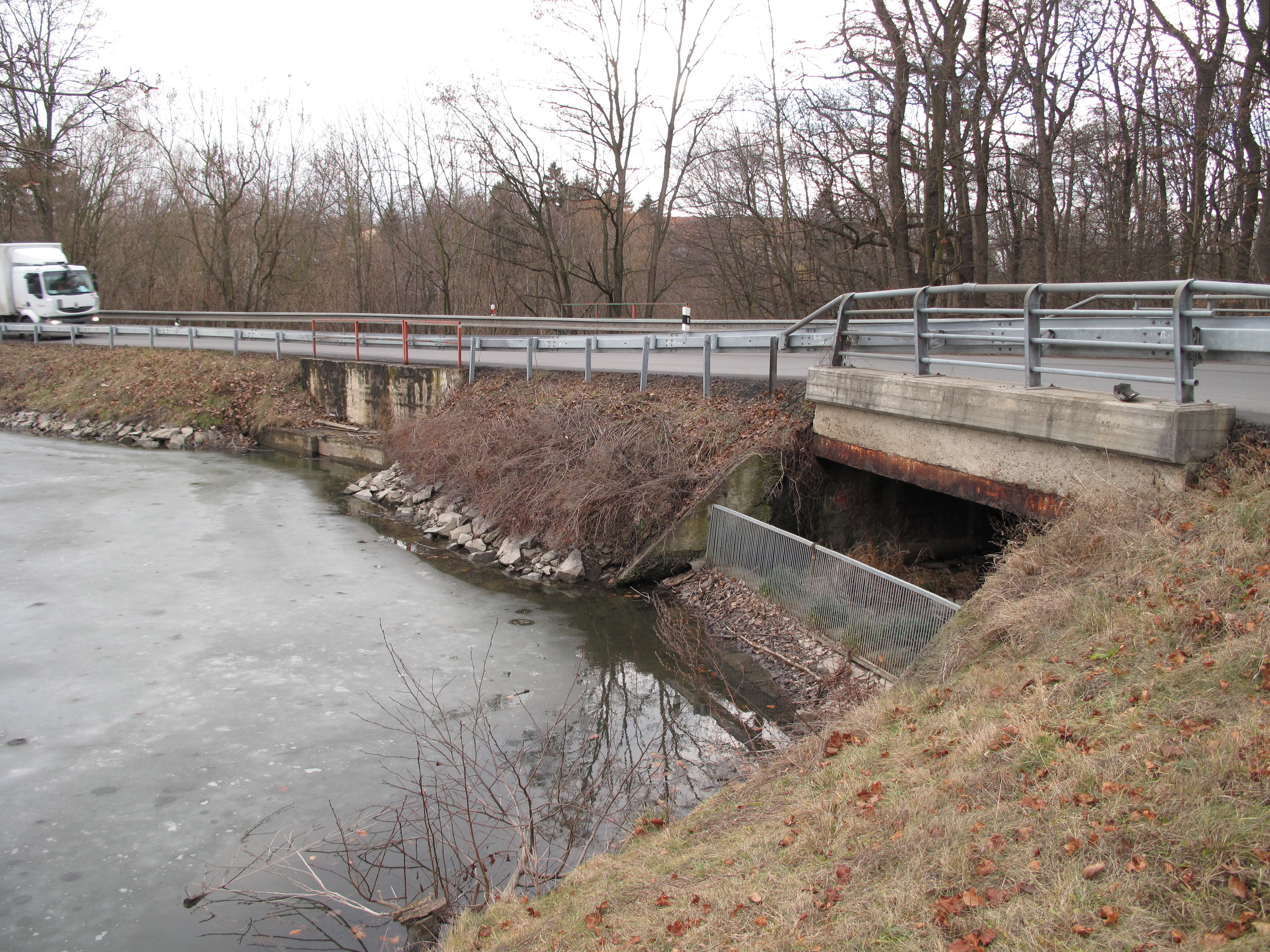
Přepad
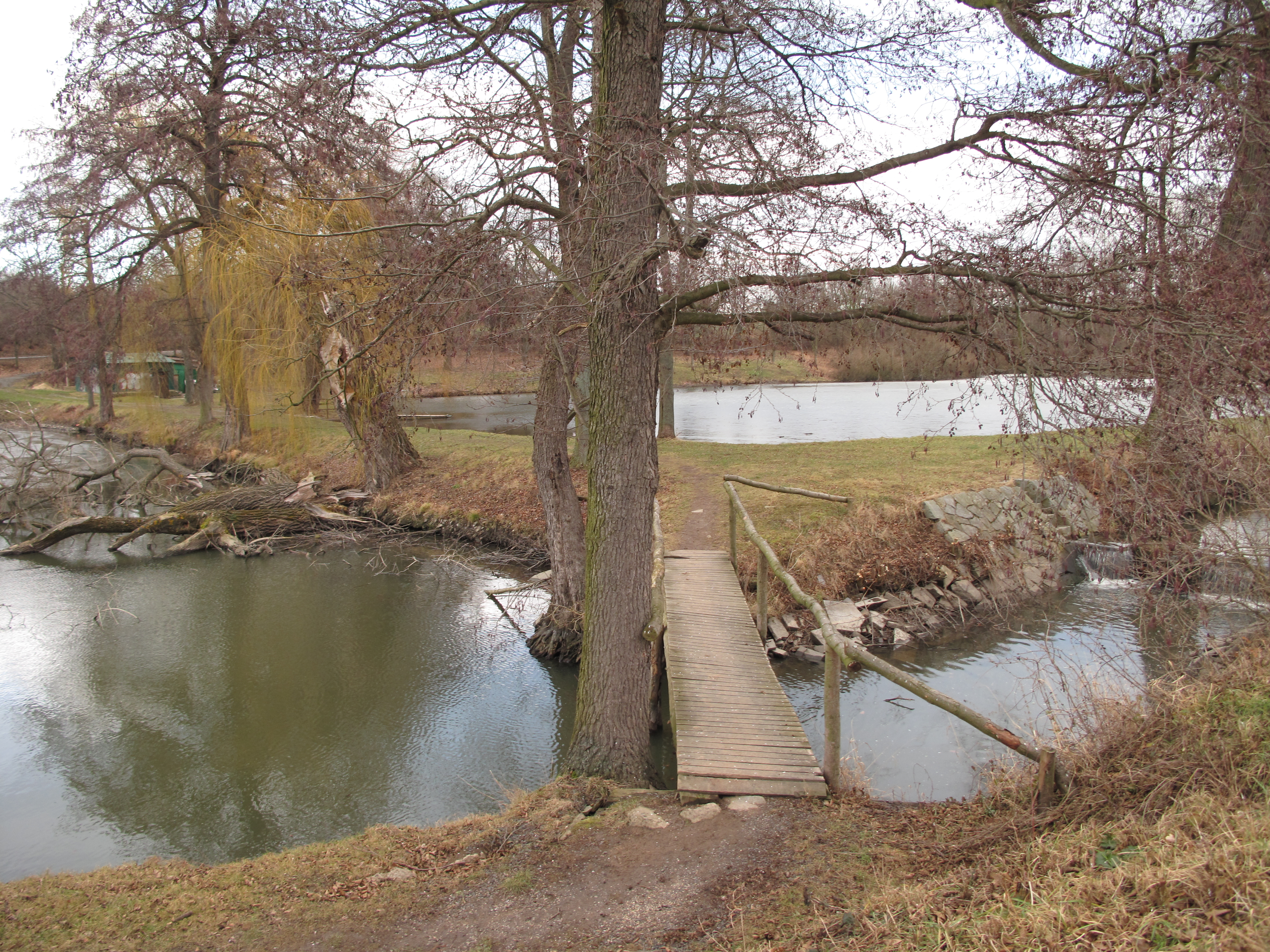
Mlýnský rybník (vlevo), jeho přítok Výmola (vpravo) a navazující rybník Proutnice (vzadu)
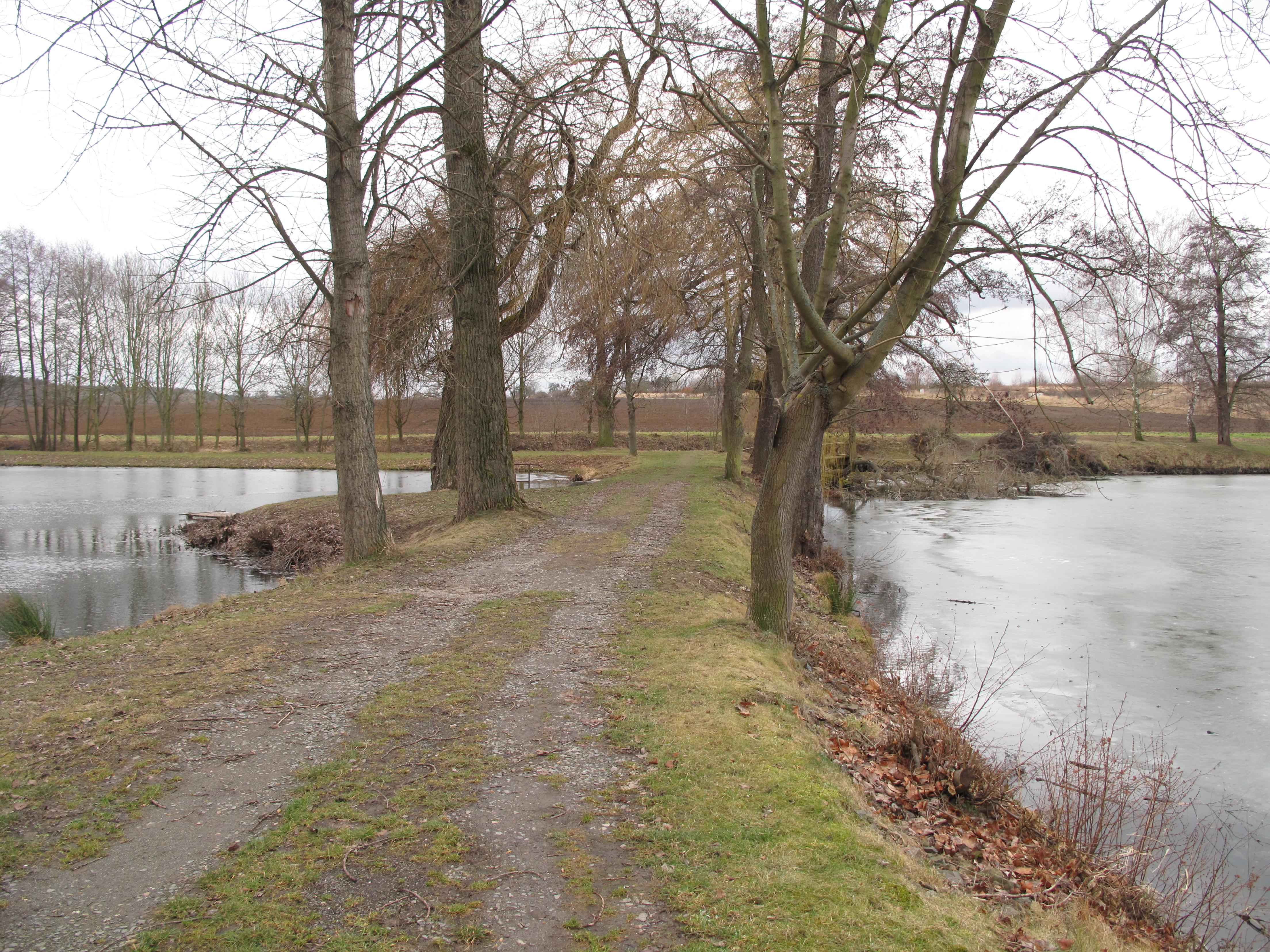
Cesta mezi objema rybníky. Vlevo Proutnice, vpravo Mlýnský rybník
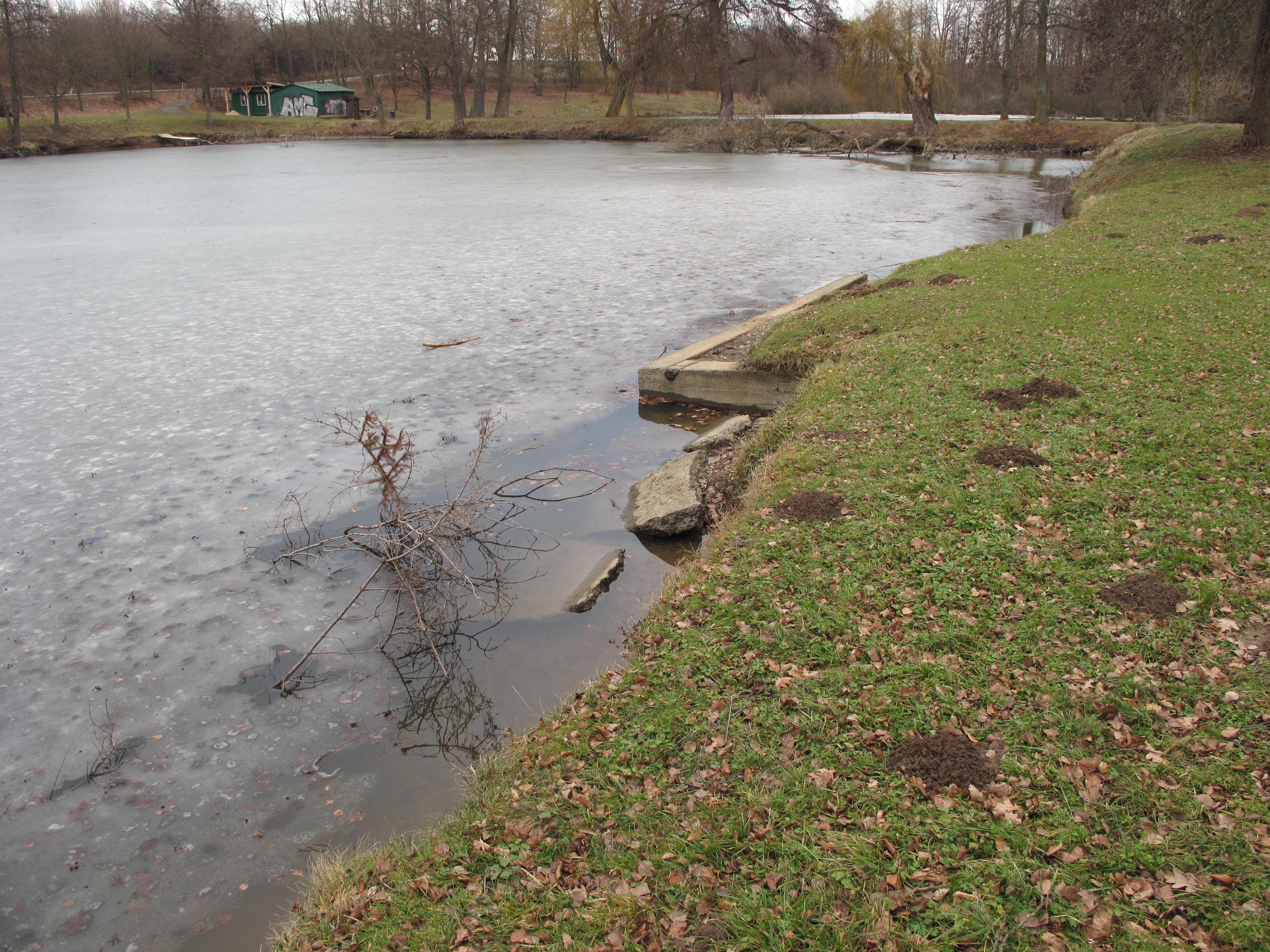
Zadní část rybníka